# دیوید کاناری
دیوید کاناری (انگلیسی: David Canary؛ ۲۵ اوت ۱۹۳۸ – ۱۶ نوامبر ۲۰۱۵) یک هنرپیشه اهل ایالات متحده آمریکا بود.
از فیلم‌ها یا برنامه‌های تلویزیونی که وی در آن نقش داشته است می‌توان به بونانزا اشاره کرد.